# Річард Гарфілд
Річард Ченнінг Гарфілд (англ. Richard Channing Garfield; 26 червня 1963, Філадельфія, Пенсільванія, США) — американський математик, винахідник і дизайнер ігор, відомий тим, що створив дуже популярну карткову гру Magic: The Gathering. 

## Ранні роки життя, сім'я та родичі та освіта
Гарфілд народився у Філадельфії і провів дитинство в багатьох місцях по всьому світу завдяки роботі свого батька в архітектурі. Згодом його родина оселилася в Орегон, коли йому було дванадцять. Хоча Гарфілд завжди цікавився головоломками та іграми, його пристрасть почалася, коли він познайомився з Dungeons & Dragons. Гарфілд створив свою першу гру, коли йому було 13 років.
Гарфілд отримав ступінь бакалавра наук за спеціальністю комп’ютерна математика. Після коледжу він приєднався до Bell Laboratories, але невдовзі після цього вирішив продовжити навчання й відвідав Університет Пенсільванії, вивчаючи комбінаторну математику для свого доктора філософії. Гарфілд навчався під керівництвом Герберта Вілфа і здобув ступінь Ph.D. у комбінаторній математиці від Пенна в 1993 році. Його дисертація була Про класи залишків Комбінаторні сімейства чисел (англ. On the Residue Classes of Combinatorial Families of Numbers). Незабаром після цього він став запрошеним професором математики в  Whitman College у Волла-Волла, Вашингтон.
Є праправнуком президента США Джеймса А. Гарфілда, а його двоюрідний дід Семюел Б. Фей (англ. Samuel B. Fay) винайшов канцелярську скріпку. Він також є племінником Фей Джонс, яка, будучи вже відомою художницею, проілюструвала для нього одну картку Magic.
Гарфілд був одружений з Лілі Ву наприкінці 90-х, і у нього принаймні двоє дітей. У 2015 році він зробив пропозицію своїй другій дружині Коні Кім.

## Дизайн ігор
У вересні 1997 Патентне відомство США надало Річарду Гарфілду патент на «метод гри в колекційні картки».
Неповний список ігор, розроблених Гарфілдом:
| Рік  | Назва                         | Коментар                                                  |
| ---- | ----------------------------- | --------------------------------------------------------- |
| 1993 | Magic: The Gathering          | колекційна карткова гра                                   |
| 1994 | RoboRally                     | настільна гра                                             |
| 1994 | Vampire: The Eternal Struggle | колекційна карткова гра                                   |
| 1995 | The Great Dalmuti             | карткова гра                                              |
| 1996 | Netrunner                     | колекційна карткова гра                                   |
| 1996 | BattleTech                    | колекційна карткова гра                                   |
| 1997 | Dilbert: Corporate Shuffle    | карткова гра                                              |
| 1998 | Filthy Rich                   | настільна гра                                             |
| 1998 | Twitch                        | карткова гра                                              |
| 2002 | Star Wars Trading Card Game   | колекційна карткова гра                                   |
| 2006 | Pecking Order                 | настільна гра                                             |
| 2006 | Rocketville                   | настільна гра                                             |
| 2007 | Stonehenge                    | антологія настільних грор                                 |
| 2008 | Spectromancer                 | карткова гра онлайн                                       |
| 2008 | Schizoid                      | консольний бойовик                                        |
| 2011 | Kard Combat                   | iOS гра                                                   |
| 2011 | King of Tokyo                 | настільна гра                                             |
| 2012 | SolForge                      | цифрова карткова гра онлайн                               |
| 2013 | Ghooost!                      | карткова гра                                              |
| 2014 | King of New York              | настільна гра                                             |
| 2015 | Treasure Hunter               | настільна гра                                             |
| 2016 | SpyNet                        | карткова гра                                              |
| 2017 | Bunny Kingdom                 | настільна гра                                             |
| 2018 | Artifact                      | цифрова комерційна карткова гра                           |
| 2018 | KeyForge                      | унікальна колодна гра                                     |
| 2019 | Half Truth                    | сумісно з Ken Jennings, вечіркова вікторина               |
| 2019 | Carnival Of Monsters          | Kickstarted (скасовано) та потім опубліковано AMIGO Games |
| 2021 | The Hunger                    | настільна гра                                             |
| 2021 | Mindbug                       | карткова гра                                              |
| 2021 | Roguebook                     | рольова гра з побудовою колоди                            |
| 2022 | Creature Feature              | карткова гра                                              |
| 2022 | Dungeons, Dice & Danger       | гра «переверни та запиши»                                 |